# 파르케 데 산타 마리아역
파르케 데 산타 마리아 역(스페인어: Parque de Santa María)은 마드리드 지하철 4호선의 역이다. 마드리드 오르탈레사 구 피나르델레이 지역의 산타 비르힐리아 거리 지하에 위치해 있다. 요금구역상으로는 A구역에 속한다.

## 역사
1998년 12월 15일 4호선이 에스페란사 역에서 이곳까지 연장되면서 영업을 개시하였다. 개통 이후 한동안 4호선의 시종착역으로 남아있다가 2007년 4월 피나르 데 차마르틴 역 연장구간 개통과 함께 일반역으로 전환하였다.
출구 두 개와 엘레베이터로 접근이 가능하며 역내는 대합실과 승강장의 2층으로 나뉘어 있다. 또 에스컬레이터와 엘레베이터가 설치되어 있어 이동이 불편한 승객의 편의를 돕는다.

## 환승 정보
역 주변에 시내버스 정류장이 두 곳 있다.
버스
- 시내버스
  - 9, 107번 노선 (주간)
  - N2번 노선 (야간)

지하철
| 마드리드 지하철      | 마드리드 지하철       | 마드리드 지하철               |
| -------------------- | --------------------- | ----------------------------- |
| 산 로렌소 아르궤예스 | 마드리드 지하철 4호선 | 오르탈레사 피나르 데 차마르틴 |